# Campeonato Asiático de Futsal 1999
El Campeonato Asiático de Futsal 1999 se llevó a cabo en Kuala Lumpur, Malasia del 5 al 10 de marzo y contó con la participación de 9 selecciones mayores de Asia.
Irán venció en la final a Corea del Sur para ganar su primer título continental.

## Fase de grupos

### Grupo A
| País          | G | E | P | GF | GC | Pts |
| ------------- | - | - | - | -- | -- | --- |
| Irán          | 4 | 0 | 0 | 76 | 4  | 12  |
| Corea del Sur | 2 | 1 | 1 | 24 | 15 | 7   |
| Tailandia     | 2 | 0 | 2 | 43 | 22 | 6   |
| Kirguistán    | 1 | 1 | 2 | 18 | 45 | 4   |
| Singapur      | 0 | 0 | 4 | 5  | 80 | 0   |

| Equipo 1      | Resultado | Equipo 2      |
| ------------- | --------- | ------------- |
| Kirguistán    | 2-2       | Corea del Sur |
| Singapur      | 0-21      | Tailandia     |
| Kirguistán    | 9-5       | Singapur      |
| Corea del Sur | 5-4       | Tailandia     |
| Irán          | 21-0      | Kirguistán    |
| Corea del Sur | 14-0      | Singapur      |
| Singapur      | 0-36      | Irán          |
| Tailandia     | 17-7      | Kirguistán    |
| Irán          | 9-3       | Corea del Sur |
| Tailandia     | 1-10      | Irán          |

### Grupo B
| País       | G | E | P | GF | GC | Pts |
| ---------- | - | - | - | -- | -- | --- |
| Kazajistán | 2 | 0 | 1 | 12 | 8  | 6   |
| Japón      | 1 | 2 | 0 | 14 | 11 | 5   |
| Uzbekistán | 1 | 1 | 1 | 18 | 12 | 4   |
| Malasia    | 0 | 1 | 2 | 11 | 24 | 1   |

| Equipo 1   | Resultado | Equipo 2   |
| ---------- | --------- | ---------- |
| Uzbekistán | 2-3       | Kazajistán |
| Malasia    | 5-5       | Japón      |
| Uzbekistán | 11-4      | Malasia    |
| Kazajistán | 1-4       | Japón      |
| Malasia    | 2-8       | Kazajistán |
| Japón      | 5-5       | Uzbekistán |

## Fase final
|  | Semifinales              | Semifinales              |   |                           | Final                     | Final           |  |
|  | 11 de noviembre          | 11 de noviembre          |   |                           | 14 de noviembre           | 14 de noviembre |  |
|  |                          |                          |   |                           |                           |                 |  |
|  | Kuala Lumpur, 9 de marzo |                          |   |                           |                           |                 |  |
|  | Irán                     | 5                        |   |                           |                           |                 |  |
|  | Japón                    | 2                        |   |                           |                           |                 |  |
|  |                          |                          |   |                           |                           |                 |  |
|  |                          |                          |   |                           | Kuala Lumpur, 10 de marzo |                 |  |
|  |                          |                          |   |                           | Irán                      | 9               |  |
|  |                          | Corea del Sur            | 1 |                           |                           |                 |  |
|  |                          |                          |   |                           |                           |                 |  |
|  |                          |                          |   |                           |                           |                 |  |
|  |                          |                          |   |                           | Tercer lugar              |                 |  |
|  | Kuala Lumpur, 9 de marzo | Kuala Lumpur, 9 de marzo |   | Kuala Lumpur, 10 de marzo | Kuala Lumpur, 10 de marzo |                 |  |
|  | Kazajistán               | 3                        |   | Japón                     | 2                         |                 |  |
|  | Corea del Sur            | 8                        |   |                           | Kazajistán (DP 3-4)       | 2               |  |

## Campeón
| Campeonato Asiático de Futsal 1999 |
| ---------------------------------- |
| Bandera de Irán                    |
| Irán 1º Título                     |